# Dillenia sumatrana
Dillenia sumatrana är en tvåhjärtbladig växtart som beskrevs av Friedrich Anton Wilhelm Miquel. Dillenia sumatrana ingår i släktet Dillenia och familjen Dilleniaceae. Inga underarter finns listade i Catalogue of Life.